# Асоціація хокею Сербії
Асоціація хокею Сербії — організація, яка займається проведенням на території Сербії змагань з хокею із шайбою. Югославія стала членом Міжнародної федерації хокею із шайбою (ІІХФ) 1 січня 1939 року, Сербія — 2007 року. Президент асоціації — Настас Андрич.
Перший матч національна збірна Сербії провела 20 березня 1995 року проти збірної України (3:15). 
У 2009 році у м. Новий Сад проходив чемпіонат світу у дивізіоні II (група A), за підсумками якого збірна Сербії здобула право виступати на чемпіонаті світу 2010 у I дивізіоні.